# Antonio Jiménez
Antonio Jiménez, född den 18 februari 1977 i Sevilla, är en spansk friidrottare som tävlar i medeldistanslöpning och hinderlöpning.
Jiménez deltog vid VM 2001 på 3 000 meter hinder där han slutade på sjätte plats. Vid inomhus-EM 2002 blev han silvermedaljör på 3 000 meter och utomhus samma år vann han guld i hinderlöpning vid EM i München.
Han deltog även vid Olympiska sommarspelen 2004 i Aten där han slutade på en fjortonde plats på 3 000 meter hinder. Även vid VM 2005 var han i final denna gång blev han sexa och vid EM 2006 slutade han femma.

## Personliga rekord
- 3 000 meter - 7.50,30 (inomhus 7.46,49)
- 3 000 meter hinder - 8.11,52